# پورت پیری
پورت پیری (به انگلیسی: Port Pirie) یک شهرک در استرالیا است که در استرالیای جنوبی واقع شده‌ است.